# 迪布羅瓦 (赫梅利尼茨基州)
48°58′52″N 26°31′35″E / 48.98111°N 26.52639°E

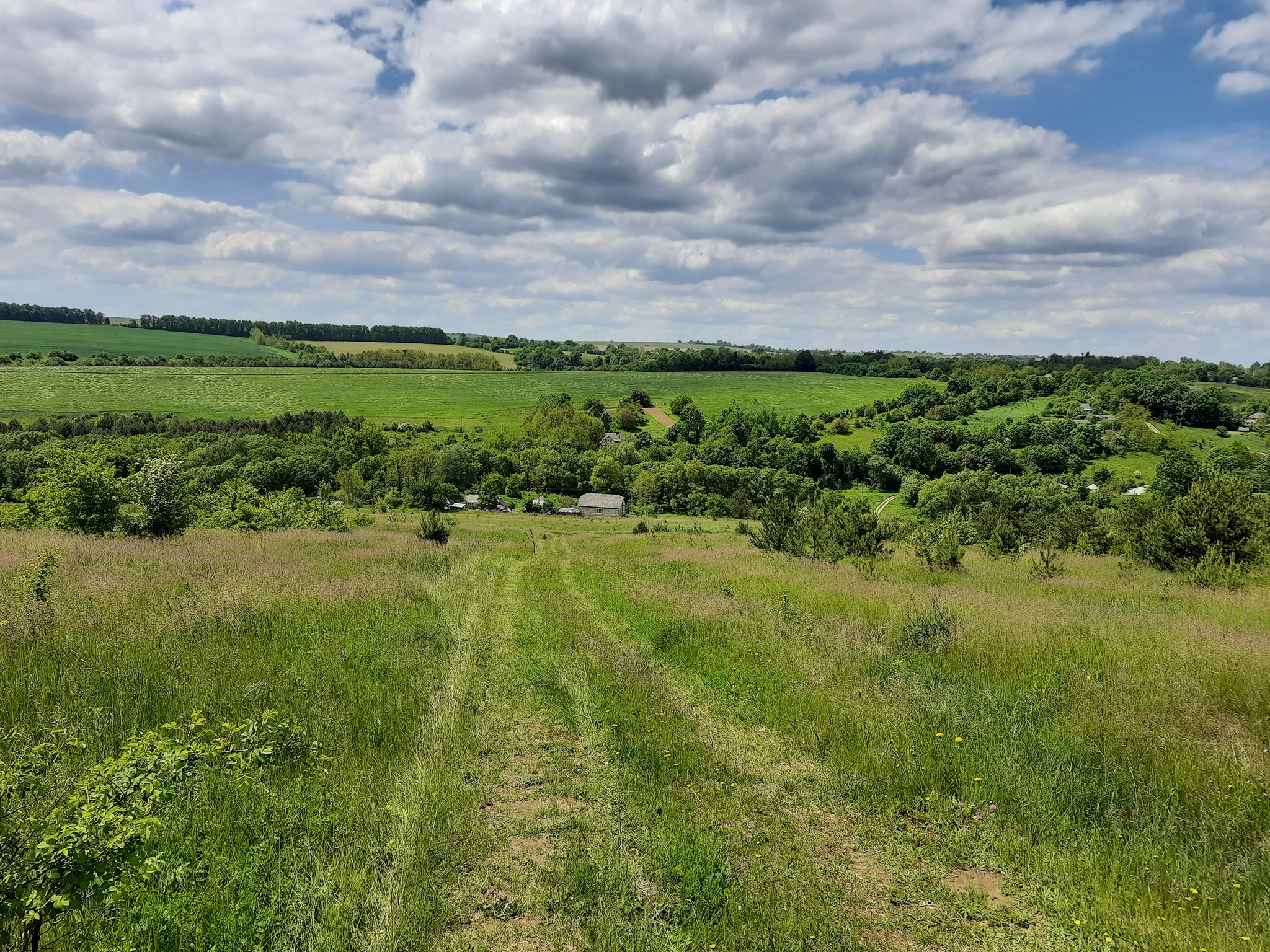
迪布羅瓦

迪布羅瓦（烏克蘭語：Діброва），是烏克蘭西部的村莊，隸屬赫梅利尼茨基州卡緬涅茨-波多利斯基區切梅里夫齐市镇。該村始建於1963年，面積0.25平方公里，海拔高度233米，2001年人口121，人口密度每平方公里476.4人。